# Aage Henriksen (politiker)
 Der er flere personer med dette navn, se Aage Henriksen.
Aage Henriksen (født 30. september 1902 i København) var en dansk fuldmægtig og politiker som var medlem af Folketinget for Danmarks national-socialistiske Arbejder-Parti fra 1939 til 1943.
Henriksen blev født i København i 1902. Hans far var en politibetjent med navnet Johan Henrik Henriksen. Henriksen gik i folkeskole og tog præliminæreksamen i 1918 samt bankeksamen fra Købmandsskolen i 1921. Han blev ansat og uddannet i et veksellerfirma i 1919.
Aage Henriksen var medlem af Det Konservative Folkeparti i mange år, men skiftede til Danmarks national-socialistiske Arbejder-Parti (DNSAP) i 1936. Han blev valgt til Folketinget for DNSAP i Københavns Amtskreds ved folketingsvalget i 1939. Ved valget i 1943 stillede han op i Aalborg Amtskreds, men opnåede ikke valg der.
Henriksen blev i 1948 i byretten idømt 2 års fængsel for unational optræden under besættelsen.